# Incident de Namamugi

L'incident de Namamugi, illustration japonaise du XIX. Charles Lennox Richardson est au centre de la scène.

L'incident de Namamugi (生麦事件, Namamugi Jiken), ou incident de Kanagawa ou, plus anciennement, affaire Richardson est une attaque de samouraïs sur des ressortissants britanniques le 14 septembre 1862 qui entraîne le bombardement de Kagoshima en 1863. En japonais, ce bombardement est décrit comme une guerre entre le Royaume-Uni et le domaine de Satsuma, ou 薩英戦争 (Satsu-Ei Sensō).

## Cours des événements
Quatre sujets britanniques (un marchand de Shanghai nommé Charles Lennox Richardson, deux marchands basés à Yokohama, Woodthorpe Charles Clark et William Marshall, ainsi que sa sœur Margaret Watson Borradaile) se déplacent pour une escapade sur la route du Tōkaidō et passent par le village de Namamugi (faisant de nos jours partie de l'arrondissement de Tsurumi-ku à Yokohama) en route pour le Kawasaki Daishi de l'actuelle ville de Kawasaki. Le groupe quitte le port de traité de Yokohama à 14h30 par bateau pour le village de Kanagawa, afin d'y récupérer leurs chevaux qui ont été envoyés à l'avance.
Comme ils passent au nord par le village de Namamugi, ils rencontrent le grand cortège armé de Shimazu Hisamitsu, le régent et père de Shimazu Tadayoshi, daimyō de Satsuma, qui avance dans l'autre sens. Le groupe continue à chevaucher le long de la route sans mettre pied à terre jusqu'à ce qu'il atteigne le corps principal de la procession qui occupe toute la largeur de la route.
Au Japon, les samouraïs ont le droit légal de frapper quiconque leur manque de respect (Kiri sute gomen). Toutefois, les ressortissants britanniques sont protégés par l'extraterritorialité selon les termes du traité d'amitié anglo-japonais et sont donc exemptés de suivre la règle japonaise. Richardson, qui mène les Britanniques, monte trop près de la procession et ne descend pas de selle en dépit des signes l'invitant à le faire qui lui sont adressés à plusieurs reprises : il est sabré par un des gardes du corps de Satsuma. Les deux autres hommes sont grièvement blessés (Mlle Borrodaile est quant à elle indemne), et s'enfuient aussi vite qu'ils le peuvent. Richardson tombe finalement de son cheval, mortellement blessé. Hisamitsu donne l'ordre que soit donné le todome, le coup de grâce. Plusieurs samouraïs se mettent à entailler et poignarder Richardson avec des épées et des lances. Un examen post-mortem de son corps montre que dix blessures mortelles ont été infligées. La tombe de Richardson se trouve à Yokohama dans un terrain privé à proximité du cimetière général des Affaires étrangères de Yokohama, entre les tombes de Marshall et Clarke.
Le compte rendu japonais accuse plus tard Richardson d'avancer continuellement au milieu de la route, essayant même de passer entre le palanquin de Hisamitsu et ses gardes du corps. L'oncle de Richardson n'aurait été pas surpris par la mort de son neveu, lui reprochant d'être téméraire et obstiné et Frederick Wright-Bruce (en), l'envoyé britannique en Chine, se souvient de Richardson comme d'un aventurier arrogant.
Le cas d'Eugène Van Reed, qui a mis pied à terre et s'est prosterné devant le train d'un daimyō est avancé par les partisans de Shimazu, qui disent plus tard que la perception de l'attitude insolente des Britanniques (qui n'ont pas démonté) est la cause de l'incident. La conduite de Van Reed consterne la communauté occidentale qui pense que les Occidentaux doivent se tenir avec dignité devant les Japonais, étant au moins les égaux de toute personne japonaise.
Il n'y a aucune preuve à l'appui des suggestions avancées plus tard que Richardson a fouetté un Chinois alors qu'il montait à cheval en Chine, bien que, selon le Japan Herald "Extra" du mardi 16 septembre 1862, il aurait été entendu dire juste avant l'incident « Je sais comment traiter ces gens ».

## Conséquences de l'incident de Namamugi

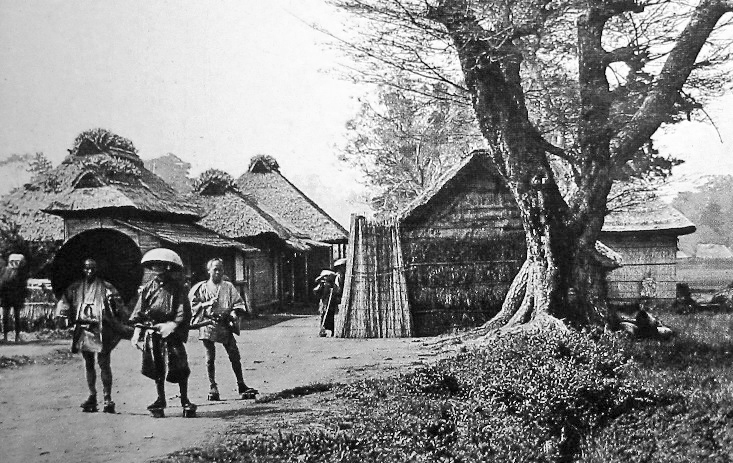
Entrée du village de Namamugi, vers 1862.

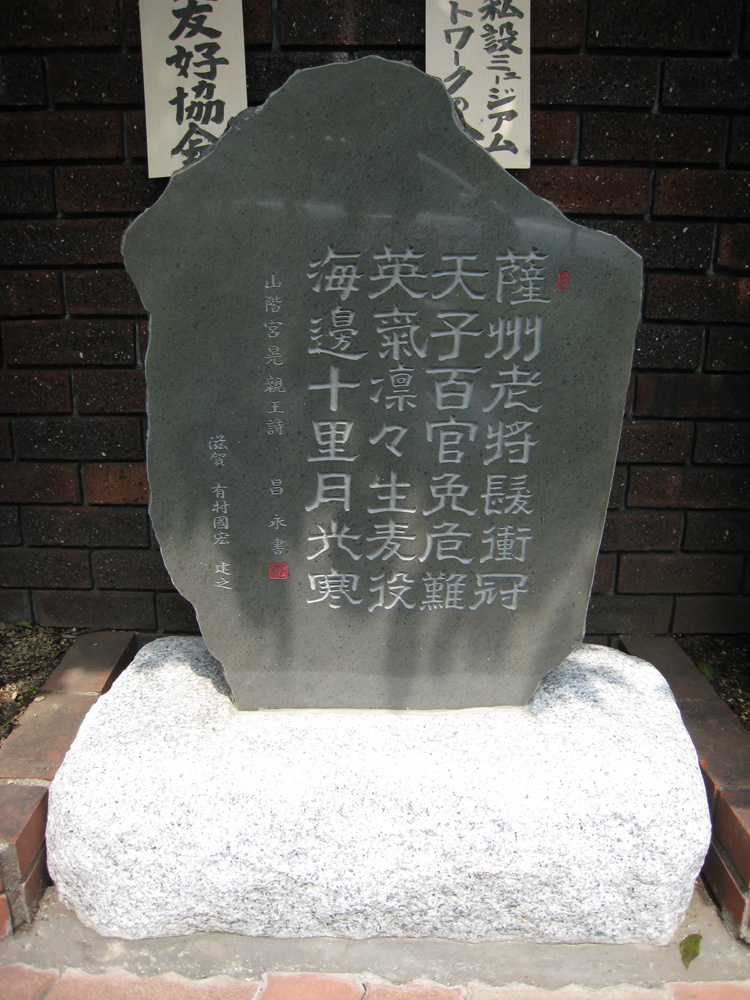
Monument poétique de l'incident de Namamugi à Yokohama.

L'incident suscite la crainte de la communauté étrangère du Japon, qui est basée dans le quartier Kannai de Yokohama. Beaucoup de commerçants demandent à leurs gouvernements de prendre des mesures punitives contre le Japon. La Grande-Bretagne exige des réparations du gouvernement (1 000 000 £ sont finalement versés) et du daimyō de Satsuma (ainsi que l'arrestation, le procès et l'exécution des auteurs, ce qui n'aura jamais lieu). Satsuma tergiverse et la Grande-Bretagne attaque finalement Satsuma un an plus tard, dans ce qui va devenir pour les Japonais la guerre anglo-Satsuma.
Un escadron britannique se rend à Kagoshima, capitale du domaine de Satsuma, pour demander réparation pour l'incident de Namamugi. Face à de nouveaux atermoiements, les Britanniques saisissent plusieurs navires Satsuma en otage contre paiement, et se font tirer dessus de façon inattendue par les forts de Satsuma. L'escadron riposte et le bombardement de Kagoshima s'ensuit.
Une fois l'engagement terminé, on compte cinq morts parmi les habitants de Satsuma (en grande partie évacués avant l'attaque sans sommation sur l'escadre britannique) et 11 morts parmi les Britanniques (y compris, avec un seul coup de canon, à la fois le capitaine et le commandant du navire amiral britannique HMS Euryalus). Les pertes matérielles sont considérables, avec près de 500 maisons brûlées à Kagoshima et trois bateaux à vapeur Satsuma coulés. Le conflit cause une controverse à la Chambre des communes du Royaume-Uni, mais la conduite du vice-amiral intérimaire Augustus Leopold Kuper est finalement félicitée par la Chambre. Kuper est promu Chevalier commandeur de l'honorable Ordre du Bain en 1864 « pour ses services à Kagoshima ».
Shimazu Hisamitsu est quant à lui fait duc dans le cadre du nouveau système de pairie japonais mis en place par le gouvernement de Meiji.
Satsuma admire la supériorité de la Royal Navy et cherche en conséquence à entrer en relation commerciale avec la Grande-Bretagne. Plus tard cette même année, les Japonais paient 25 000 £ (l'équivalent de 16 000 000 de £ de 2011) en compensation exigée par le gouvernement britannique, empruntant l'argent (qui n'est jamais remboursé) au bakufu – le gouvernement du shogun qui n'a plus que cinq ans devant lui, avant d'être remplacé par le gouvernement restauré de l'empereur Meiji.

## Culture populaire
L'incident a servi de base au roman de James Clavell, Gai-Jin.

## Source de la traduction
1. ↑  Denney p. 84.
2. 1 2  (de) Folker Reichert, Mord in Namamugi [« Murder in Mamamugi »], vol. 45, 2013, 66–69 p.
3. ↑  Denney pp. 1 et 129 (photographie).
4. ↑  Les victimes britanniques sont causées par l'artillerie de Satsuma ainsi que par les accidents dus à l'imparfait chargeur à culasse rayée (en) mis au point par l'ingénieur anglais William George Armstrong.
5. ↑  0-8048-0996-8 p. 571.
6. ↑  Measuring Worth, Relative Value of a UK Pound Amount — average earnings, consulté le 7 mai 2010.

- (en) Cet article est partiellement ou en totalité issu de l’article de Wikipédia en anglais intitulé « Namamugi Incident » (voir la liste des auteurs).